# Église du Christ-Roi de Marx
Pour les articles homonymes, voir Église du Christ-Roi.
L’église du Christ-Roi est une église catholique qui se trouve dans la ville de Marx (oblast de Saratov) en Russie , où vivent des descendants d’Allemands de la Volga catholiques.

## Histoire
L’église du Christ-Roi est la première église catholique à avoir été construite en Russie après la chute de l’URSS et même après la révolution de 1917. Sa construction commence en 1990 et elle est consacrée en 1993.
La paroisse catholique avait été enregistrée, renaissant de ses cendres, en 1983. Le Père Joseph Werth, aujourd’hui évêque, a été au service de cette communauté à la fin des années 1980, puis le père Clemens Pickel jusqu’en 2001, lui aussi devenu évêque. 
Une communauté de religieuses catholiques, les Ancelles de Jésus dans l'Eucharistie, se trouve à proximité. Elles assurent entre autres la catéchèse. Leur maison est la maison-mère de plusieurs communautés en Russie, au Kazakhstan et en Géorgie.
La paroisse dessert aussi la petite église du village de Stepnoïe à 46 kilomètres au sud-ouest.